# Vida Barac-Grum
Vida Barac-Grum (Zagreb, 16. prosinca 1932. – 27. srpnja 2018.) hrvatska jezikoslovka, dijalektologinja, kroatistica, onomastičarka i leksikografkinja. Istražuje dijalektologiju hrvatskoga jezika, osobito kajkavsko narječje i čakavsko narječje Gorskog kotara, kao i urbani govor grada Zagreba. Istraživala je standardni jezik uključujući suvremeni hrvatski standardni jezik i kajkavski književni jezik.

## Životopis
Školovanje je završila u Zagrebu. Na Filozofskome fakultetu Sveučilišta u Zagrebu diplomirala je jugoslavenske jezike i književnosti te engleski jezik i književnost. Doktorirala je 10. studenoga 1989. godine temom Čakavsko-kajkavska interferencija u gorskokotarskim govorima. Bila je djelatnicom Instituta za hrvatski jezik i jezikoslovlje, članica Odbora za leksikografiju i Odbora za dijalektologiju Razreda za filološke znanosti Hrvatske akademije znanosti i umjetnosti., članica redakcije Rječnika hrvatskoga kajkavskoga književnog jezika. Surađivala je na projektu Hrvatski dijalektološki atlas.

## Glavna djela
- Čakavsko-kajkavski govorni kontakt u Gorskom kotaru, Rijeka, ICR, 1993.
- Jezični savjetnik s gramatikom, Zagreb, Matica hrvatska, 1971. (Barac-Grum, Vida, Malić, Dragica, Pavešić, Slavko, Vince, Zlatko)
- Prilozi Močila i Rukavac u: Fonološki opisi srpskohrvatskih/hrvatskosrpskih, slovenačkih i makedonskih govora obuhvaćenih Opšteslovenskim lingvističkim atlasom, Sarajevo, Posebna izdanja ANUBiH, LV/9, Odjeljenje društvenih nauka,
- Rječnik hrvatskoga kajkavskoga književnog jezika, Zagreb, JAZU (HAZU) i Zavod za jezik IFF (Institut za hrvatski jezik i jezikoslovlje). Sv. 1–8, (član redakcije i obrađivač), 1984. – 1999.
- Zagrebački kaj: govor grada i prigradskih naselja, Zagreb, Institut za hrvatski jezik i jezikoslovlje, 1998. (Šojat, Antun; Barac-Grum, Vida; Kalinski, Ivan; Lončarić, Mijo; Zečević, Vesna)

## Vanjske poveznice
- Tko je tko u hrvatskoj znanosti